# Adryan
Adryan Oliveira Tavares dit Adryan, né le 10 août 1994 à Rio de Janeiro, est un footballeur et joueur de poker brésilien qui évolue au poste de milieu offensif au Brescia Calcio.

## Biographie

### Carrière en club

#### Flamengo (2007-2015)
Adryan gagne le Championnat de Rio de Janeiro junior avec Flamengo dès 2010. Il fait ses débuts avec l'équipe professionnelle du club en janvier 2011, à seulement 16 ans en amical contre Londrina. Il prend aussi part à la Coupe de São Paulo junior en 2011, remportée par son équipe. Après sa bonne campagne dans cette compétition, l'entraîneur Vanderlei Luxemburgo lui donne une chance de participer à la préparation de pré-saison avec l'équipe professionnelle de Flamengo pour combler le vide laissé par le départ de Ronaldinho. Il fait alors ses débuts avec les pros dans un match amical contre le Londrina EC au Estádio do Café le 9 février 2011.
Il passe cependant peu de temps avec son club puisqu'il est choisi pour disputer le Championnat d'Amérique du Sud des moins de 17 ans avec l'équipe du Brésil qu'il remportera en avril 2011. Peu de temps après, Adryan signe un nouveau contrat avec Flamengo, valable jusqu'en 2014, avec une clause libératoire passant de 2,1 à 20M de R$ (soit de 0,6 à 5,7M d'€). Quelques mois plus tard, il est à nouveau sélectionné pour participer à la Coupe du monde des moins de 17 ans 2011 qui se tient au Mexique en juin-juillet. Au cours de la compétition, il inscrit 5 buts et est remarqué par Manchester United.
Le 1er juillet 2012, Adryan joue son premier match en Série A brésilienne, contre l'Atlético Goianiense au cours duquel il marque, ce qui contribue à la victoire de 3-2 de son équipe. Le 16 septembre 2012, il marque sur coup franc à la 62e minute, ce qui aide les siens à décrocher un match nul contre Grêmio.

#### Cagliari (janvier - juin 2014)
Le 22 janvier 2014, il est annoncé qu'Adryan serait prêté avec option d'achat au Cagliari Calcio pour une saison et demie. Il fait ses débuts pour le club italien le 1er février en rentrant en jeu à la 83e minute lors d'un match de Serie A contre la Fiorentina, remporté 1-0. Adryan joue les quatre matches suivants, mais il est victime d'une blessure à la cuisse contre l'Inter Milan le 23 février et doit être remplacé par Sebastian Eriksson. Une fois remis, il rejoue contre l'Udinese dès le 2 mars 2014. Malheureusement pour lui, sa blessure à la cuisse se réveille à cette occasion et l'éloigne des terrains pour le reste de la saison.
Comme convenu dans son contrat, Adryan se prépare à disputer une seconde saison (2014-2015) en prêt, cette fois-ci en intégralité, au sein du club italien.

#### Leeds United (2014-2015)
Le 30 août 2014, Massimo Cellin, président de Leeds United (Deuxième division anglaise) et auparavant propriétaire de Cagliari , négocie un accord avec son  ancien club italien qui accepte de résilier le prêt du joueur qui courrait encore sur un an, ce qui permet au Brésilien d'être prêté par Flamengo pour un an chez les Peacocks, avec option d'achat de £ 3,000,000. Adryan se voit confier le numéro 9 sur son maillot pour la saison 2014-15.
Le Brésilien fait ses débuts pour Leeds le 17 octobre 2014 en remplaçant Lewis Cook à la 63e minute contre Rotherham United dans un match perdu 2-1 à cause d'un but adverse inscrit 2 minutes après son entrée sur la pelouse. Il célèbre sa première titularisation le match suivant, le 21 octobre, contre Norwich City (1-1) en offrant une passe décisive pour son coéquipier Souleymane Doukara ce qui permet ainsi à son équipe de revenir au score. Il réalise de nouveau une passe décisive à destination de Doukara lors du match contre Blackpool, gagné 3-1 (8 novembre).
Le 29 novembre de la même année, Adryan se signale par son acte le plus mémorable de la saison : un plongeon spectaculaire après avoir été taclé par Johnny Russell dans le match entre Leeds et Derby County, que Leeds gagne 2-0. Russell est alors sanctionné d'un carton jaune par l'arbitre tandis que le 12 janvier 2015, Adryan se voit remettre le « Fallon d'Floor » qui est une parodie du Ballon d'Or et décerné le même jour par les utilisateurs de Reddit. Adryan reçoit à cette occasion 32 % des voix, devançant notamment Giancarlo González (Columbus Crew), et Cristiano Ronaldo (Real Madrid).

#### FC Nantes (2015-2016)
Le 12 juin, Waldemar Kita, président du FC Nantes, déclare à la presse française avoir trouvé un accord avec cet « élément capable d’un peu de folie » et l'agent de celui-ci pour un prêt avec option d'achat de 3,5M d'€, n'attendant que la réponse de Flamengo,. Celle-ci est annoncée le 14 juin par le quotidien Ouest-France qui évoque une officialisation des termes du contrat dans les jours qui suivent. Adryan réalise un début de saison mitigé où il manque de temps de jeu. Cependant, il réalise une passe décisive contre l'AS Saint-Étienne le 10 janvier 2016. Adryan effectuera une belle deuxième partie de saison, avec 5 buts en 2016. Il retourne au club de Flamengo.

### Carrière internationale

#### Brésil - 17 ans
Adryan a été un joueur clé de l'équipe du Brésil U17 dans la campagne victorieuse de 2011 du championnat sud-américain des moins de 17 ans. Il a joué huit matches et a marqué trois buts dans le tournoi remporté par son équipe.
Le jeune joueur a ensuite été aligné par le sélectionneur Émerson Ávila aux côtés de Lucas Piazón ainsi que les plus grandes stars du Brésil U17 à l'occasion de la Coupe du monde des moins de 17 ans disputée en 2011. Le 23 juin, Adryan marque le but de la victoire contre l'Australie U17 sur coup franc. Le 26 juin 2011, il inscrit un but à la 93e minute qui ramène le Brésil à 3-3 contre la Côte d'Ivoire.

#### Brésil - 20 ans
En 2012, Adryan a été appelé pour le Brésil U20, cette fois dans la Coupe Internationale de la Méditerranée, où l'équipe du Brésil est éliminée en demi-finale. Mais le Brésilien impressionne et remporte la distinction de « meilleur joueur du tournoi ».

## Style de jeu
En 2012, il a été inclus dans la liste des 101 meilleurs joueurs nés après 1991 compilé par Don Balón.
Dans son pays natal , Adryan est surnommé « Herdeiro de Zico » (« héritier de Zico ») et « il nuovo Zico » (« le nouveau Zico »).
Le style de jeu d'Adryan a été comparé à celui de Kaká , en raison de son talent balle au pied et de sa capacité à jouer un rôle de « numéro 10 », bien qu'il apparaisse, pour le moment, bien plus léger physiquement que son illustre compatriote. Adryan peut jouer comme un milieu de terrain central mais aussi deuxième voire cinquième attaquant.

## Palmarès

### En club
- CR Flamengo
  - Championnat de Rio de Janeiro junior : 2010
  - Coupe de São Paulo junior : 2011
  - Championnat de Rio de Janeiro : 2011
  - Coupe Guanabara : 2011
  - Coupe de Rio de Janeiro : 2011
  - Coupe du Brésil : 2013

### En sélection nationale
- Brésil - 17 ans
  - Championnat d'Amérique du Sud des moins de 17 ans : 2011
  - Coupe du monde des moins de 17 ans : 4e en 2011

### Récompenses individuelles
- Soulier de bronze (5 buts inscrits) de la Coupe du monde des moins de 17 ans en 2011

## Statistiques
| Saison                | Club                   | Championnat           | Championnat | Championnat | Coupe nationale | Coupe nationale | Coupe de la Ligue | Coupe de la Ligue | Compétition(s) continentale(s) | Compétition(s) continentale(s) | Compétition(s) continentale(s) | Total | Total |
| Saison                | Club                   | Division              | M.          | B.          | M.              | B.              | M.                | B.                | Comp.                          | M.                             | B.                             | M.    | B.    |
| 2012                  | CR Flamengo            | Brasileirão           | 23          | 2           | 2               | 1               | -                 | -                 | -                              | -                              | -                              | 25    | 3     |
| 2013                  | CR Flamengo            | Brasileirão           | 14          | 0           | 8               | 0               | -                 | -                 | -                              | -                              | -                              | 22    | 0     |
| 2016                  | CR Flamengo            | Brasileirão           | 3           | 0           | -               | -               | -                 | -                 | -                              | -                              | -                              | 3     | 0     |
| Sous-total            | Sous-total             | Sous-total            | 40          | 2           | 10              | 1               | -                 | -                 | -                              | -                              | -                              | 50    | 3     |
| 2014                  | Cagliari Calcio (prêt) | Serie A               | 5           | 0           | 0               | 0               | -                 | -                 | -                              | -                              | -                              | 5     | 0     |
| 2014-2015             | Leeds United (prêt)    | Championship          | 13          | 0           | 1               | 0               | -                 | -                 | -                              | -                              | -                              | 14    | 0     |
| 2015-2016             | FC Nantes (prêt)       | Ligue 1               | 19          | 3           | 3               | 2               | 1                 | 2                 | -                              | -                              | -                              | 23    | 7     |
| 2017-2018             | FC Sion M21            | Promotion League      | 1           | 0           | -               | -               | -                 | -                 | -                              | -                              | -                              | 1     | 0     |
| 2021-2022             | FC Sion M21            | Promotion League      | 2           | 0           | -               | -               | -                 | -                 | -                              | -                              | -                              | 2     | 0     |
| Sous-total            | Sous-total             | Sous-total            | 3           | 0           | -               | -               | -                 | -                 | -                              | -                              | -                              | 3     | 0     |
| 2017-2018             | FC Sion                | Super League          | 18          | 7           | -               | -               | -                 | -                 | C3                             | 2                              | 0                              | 20    | 7     |
| 2018-2019             | FC Sion                | Super League          | 20          | 7           | 1               | 0               | -                 | -                 | -                              | -                              | -                              | 21    | 7     |
| 2021-2022             | FC Sion                | Super League          | 8           | 0           | -               | -               | -                 | -                 | -                              | -                              | -                              | 8     | 0     |
| 2022-2023             | FC Sion                | Super League          | 0           | 0           | -               | -               | -                 | -                 | -                              | -                              | -                              | 0     | 0     |
| Sous-total            | Sous-total             | Sous-total            | 54          | 7           | 2               | 0               | -                 | -                 | -                              | 2                              | 0                              | 58    | 7     |
| 2019-2020             | Kayserispor (prêt)     | Süper Lig             | 3           | 0           | 1               | 0               | -                 | -                 | -                              | -                              | -                              | 4     | 0     |
| 2020                  | Avaí FC (prêt)         | Série B               | 5           | 0           | -               | -               | -                 | -                 | -                              | -                              | -                              | 5     | 0     |
| Total sur la carrière | Total sur la carrière  | Total sur la carrière | 134         | 12          | 15              | 3               | 1                 | 2                 | -                              | 2                              | 0                              | 152   | 17    |